# یواس‌اس ایندیاناپولیس (ال‌سی‌اس-۱۷)
یواس‌اس ایندیاناپولیس (ال‌سی‌اس-۱۷) (به انگلیسی: USS Indianapolis (LCS-17)) یک کشتی است که طول آن ۳۷۸٫۳ فوت (۱۱۵٫۳ متر) می‌باشد.